# Argentré
Argentré település Franciaországban, Mayenne megyében. Lakosainak száma 2908 fő (2022. január 1.). Argentré Bonchamp-lès-Laval, La Chapelle-Anthenaise, La Chapelle-Rainsouin, Louvigné, Soulgé-sur-Ouette és Montsûrs községekkel határos.

## Népesség
A település népességének változása:
| Lakosok száma | 1043 | 1844 | 2160 | 2480 | 2717 | 2766 | 2814 | 2825 | 2831 | 2908 |
|               | 1968 | 1982 | 1990 | 2006 | 2013 | 2015 | 2017 | 2019 | 2020 | 2022 |